# Renault 4 E-Tech
Renault 4 E-Tech — електричний субкомпактний кросовер компанії Renault, який був представлений 14 жовтня 2024 року та продається з 2025 року. 
Це кросовер на базі тієї ж платформи CMF-B EV, що й Renault 5 E-Tech, і отримав свою назву та натхнення від хетчбека Renault 4, який випускався з 1961 по 1994 рік. Прототип був представлений як концепт під час Паризького автосалону 2022 року 17 жовтня 2022 року.

## Історія
У 2021 році Renault 4ever було анонсовано як один із кількох нових електромобілів, які Renault представить до 2025 року.  
«4Ever» — це назва проекту електромобіля, результатом якого був прототип концептуального автомобіля 4Ever Trophy, який вперше був показаний на Паризькому автосалоні у жовтні 2022 року. 
14 жовтня 2024 року представили серійну версію під назвою 4 E-Tech.  Модель запропонували у версіях на 120 і 150 сил із запасом ходу до 400 км. 

Кросовер має просторий салон та 420-літровий багажник, а також чимало відділень для дрібних речей загальним об’ємом 23,3 л. За доплату новий Renault 4 E-Tech можна персоналізувати – обрати яскравий колір кузова, декор чи незвичне оздоблення салону. Також серед опцій є 410-ваттна акустика Harman Kardon із 9 динаміками.

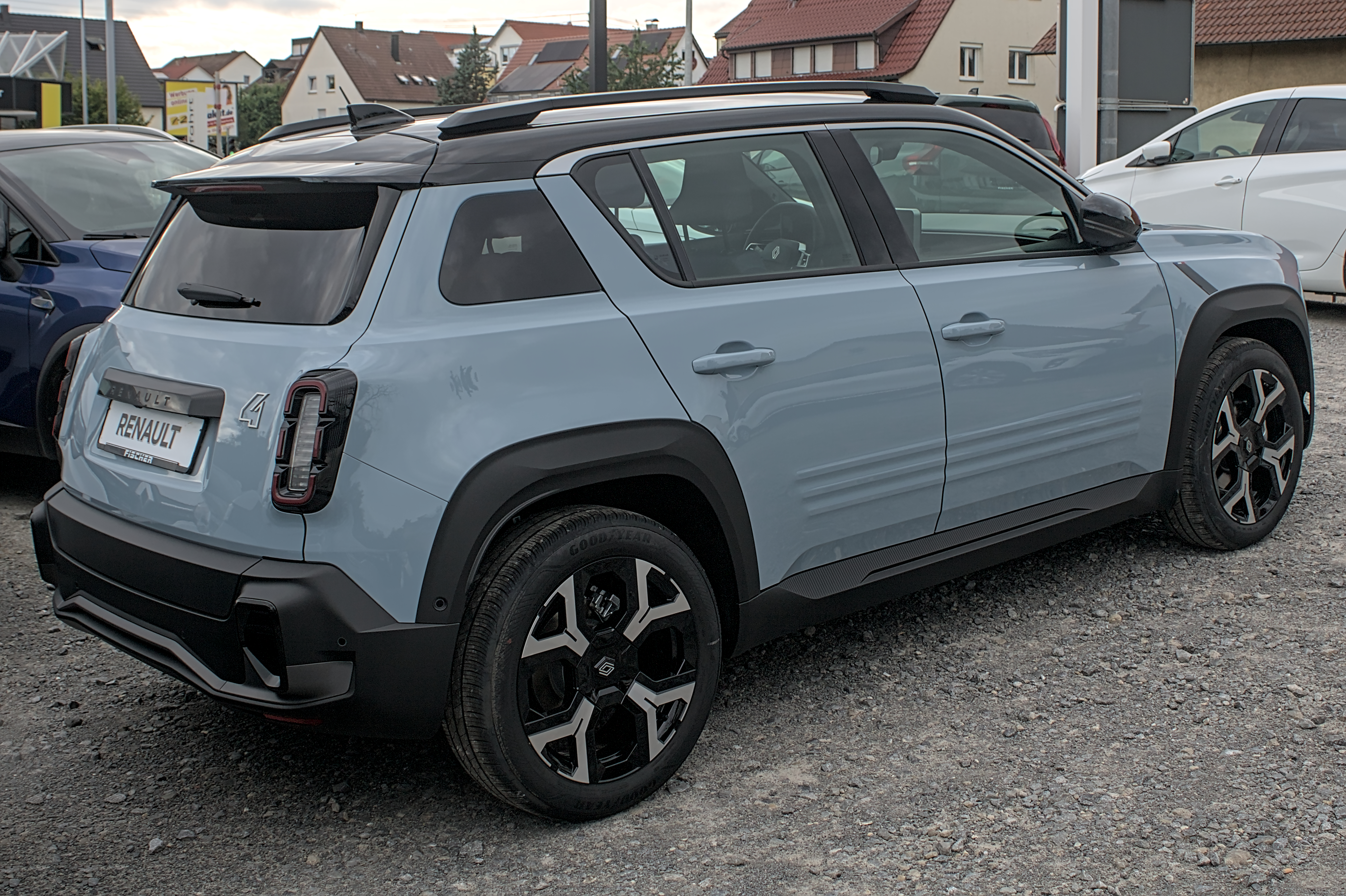
Вид ззаду
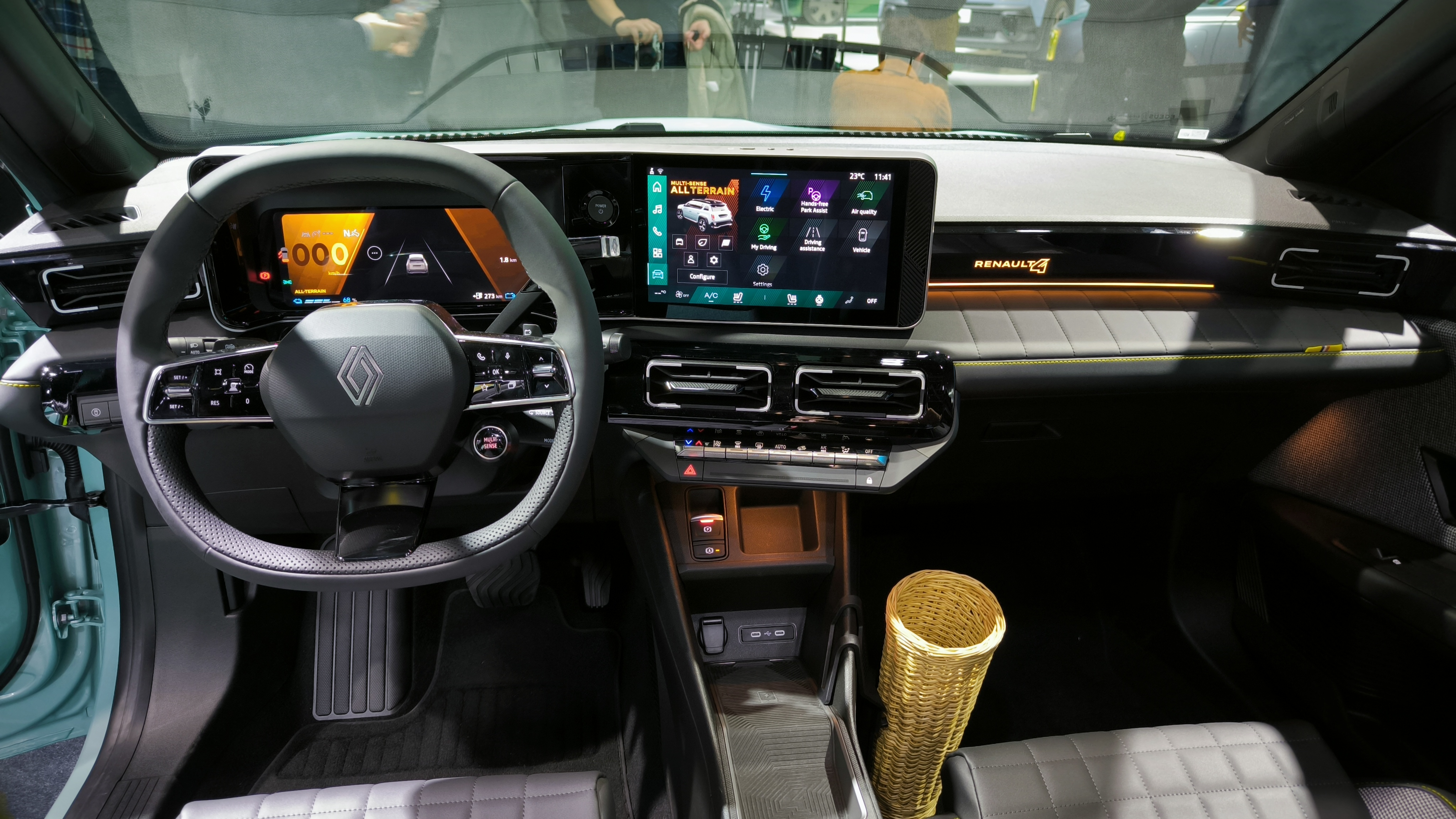
Інтер’єр

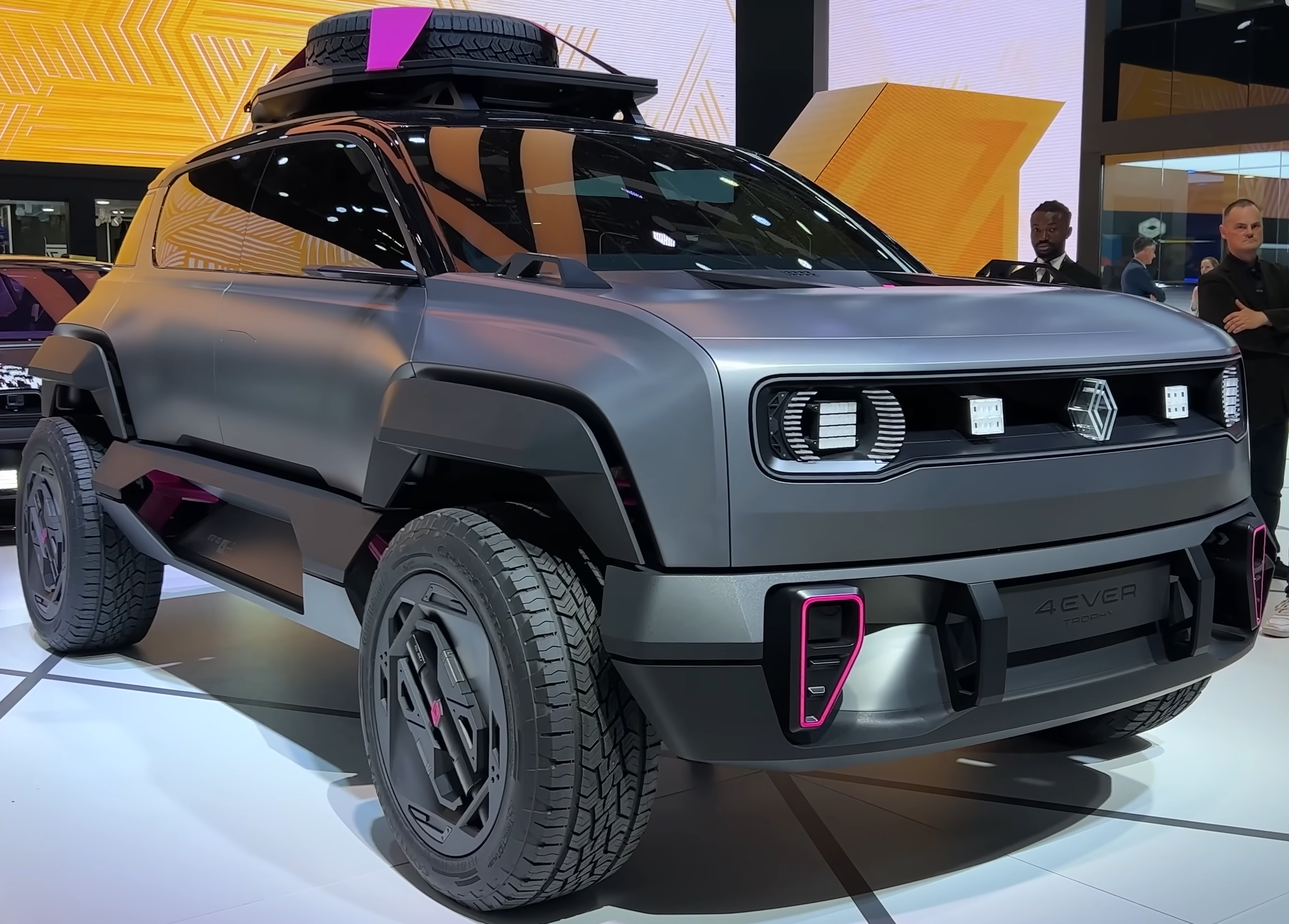
Renault 4Ever Trophy
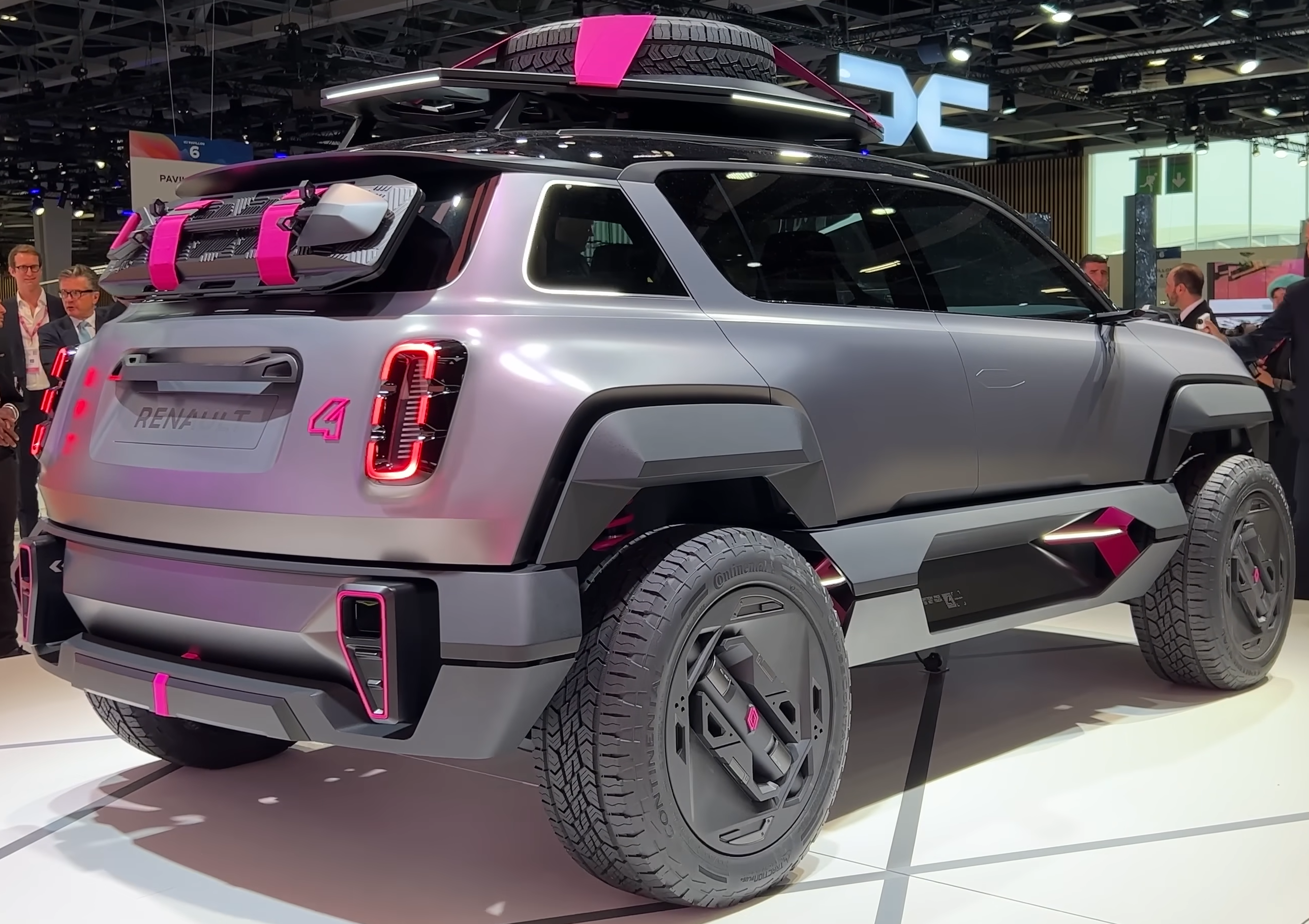
Вид ззаду

### Раннє використання "4ever" і електромод
У 2011 році Renault виступила спонсором конкурсу «Renault 4ever», метою якого було «відродження духу R4» і відзначення 50-річчя оригінального R4. Конкурс проводився спільно з веб-журналом designboom.  Конкурс виграв Марк Каннінгем, який отримав старовинний ралійний автомобіль R4.
У 2019 році вінтажний кабріолет R4 Plein Air був відреставрований і показаний на 10-му щорічному міжнародному фестивалі Renault 4L у 2019 році. Електромод був оснащений електричною силовою установкою, запозиченою у Twizy; єдиний тяговий двигун мав потужність 13 кВт (17 к.с.) і 57 Н⋅м крутного моменту, а батарея на 6,1 кВт-год забезпечувала запас ходу приблизно 100 км.